# كاندوكوري رودراكافي
كاندوكوري رودراكافي (بالتيلوغوية: కందుకూరి రుద్రకవి) (ق. 1480 - ق. 1560) هو شاعرٌ تيلوغوي وأوَّل من كتب «ياكشگانه» باللُغة التيلوغويَّة وهي نوعٌ من المسرحيَّة. ومن أهم أعماله هي قصيدة «نيرانكشوپخيانمانه» ومعناها «النقد المستبد»، ومسرحيَّة «نصر سورگيفا» وأيضًا «جناردهناشتكمو» وتعريبُها «الإبادة». وهو ينتمي إلى براهمة الويشفكرما من مدينة كاندُكور الپركساميَّة.